# الخط الزمني لثورة الشباب اليمنية (23 سبتمبر - ديسمبر 2011)
للخط الزمني منذ بداية الثورة إلى 2 يونيو، انظر الخط الزمني لثورة الشباب اليمنية (يناير - 2 يونيو 2011)
للخط الزمني منذ 3 يونيو إلى 22 سبتمبر 2011, انظر الخط الزمني لثورة الشباب اليمنية (3 يونيو - 22 سبتمبر 2011)
للخط الزمني منذ يناير إلى 27 فبراير 2012 , انظر الخط الزمني لثورة الشباب اليمنية (يناير - 27 فبراير 2012)
وفيما يلي التسلسل الزمني لأحداث ثورة الشباب اليمنية من 23 سبتمبر إلى نهاية ديسمبر 2011. كانت الثورة اليمنية سلسلة من الاحتجاجات الكبرى، والتوترات السياسية، والاشتباكات المسلحة التي تجري في اليمن، والتي بدأت في يناير 2011، وتتأثر بالاحتجاجات المتزامنة في المنطقة. قتل المئات من المتظاهرين وأفراد الجماعات المسلحة وجنود من الجيش وأفراد الأمن، والكثيرين غيرهم جرحوا، في أكبر احتجاجات شهدتها البلاند العربية منذ عقود.
مع عودة الرئيس اليمني علي صالح المفاجئه إلى اليمن، أصبحت الاشتباكات بين الموالين للحكومة وقوات الجيش المؤيدة للثورة متكررة على نحو متزايد، في حين أن مجلس التعاون الخليجي يحاول إحياء اتفاق السلام المعطلة منذ مايو.
خلال هذه المرحلة في الانتفاضة، استمرت أعمال العنف بين الفصائل المؤيدة والمناهضة لصالح، ولا سيما في العاصمة صنعاء ومدينة تعز.
وفي الوقت نفسه، وقع صالح مبادرة دول مجلس التعاون الخليجي التي أقرها مجلس الأمن التابع للأمم المتحدة في 23 نوفمبر، للتخلي عن السلطة قبل 23 ديسمبر لصالح الحكومة الانتقالية برئاسة عبد ربه منصور هادي، نائب الرئيس، في حين تبقى صالح حتى إجراء انتخابات جديدة في فبراير 2012.

## الخط الزمني
|  | انتبه: أُنشئت هذه الصفحة نتيجة لترجمة جزئية أو كلية للصفحة الأصيلة «Timeline of the Yemeni revolution (23 September – December 2011)» في ويكيبيديا الإنجليزية تحت رخصة جنو للوثائق الحرة. وقد تكون الترجمة غير دقيقة أو ناقصة. |

### يونيو-سبتمبر

#### 23 سبتمبر
عاد صالح إلى اليمن بالطائرة، رغم تقارير سابقة أن السعودية منعه من مغادرة البلاد. وخرج ما يقرب من مليون مواطن في صنعاء لمسيرة مناهضة للحكومة، أكبر احتجاج في صنعاء في الانتفاضة.

#### 24 سبتمبر
بعد أقل من يوم واحد من عودة الرئيس صالح إلى اليمن، هاجمت القوات الموالية للحكومة مخيم الاحتجاج في ساحة التغيير. وقتل ما لا يقل عن شخص واحد، وهو مدني بقذيفة هاون. كما قدم صالح خطابه العلني الأول منذ عودته، مؤكدا دعمه لخطة مجلس التعاون الخليجي لنقل السلطة دون إعطاء أي جدول زمني محدد.

### أكتوبر

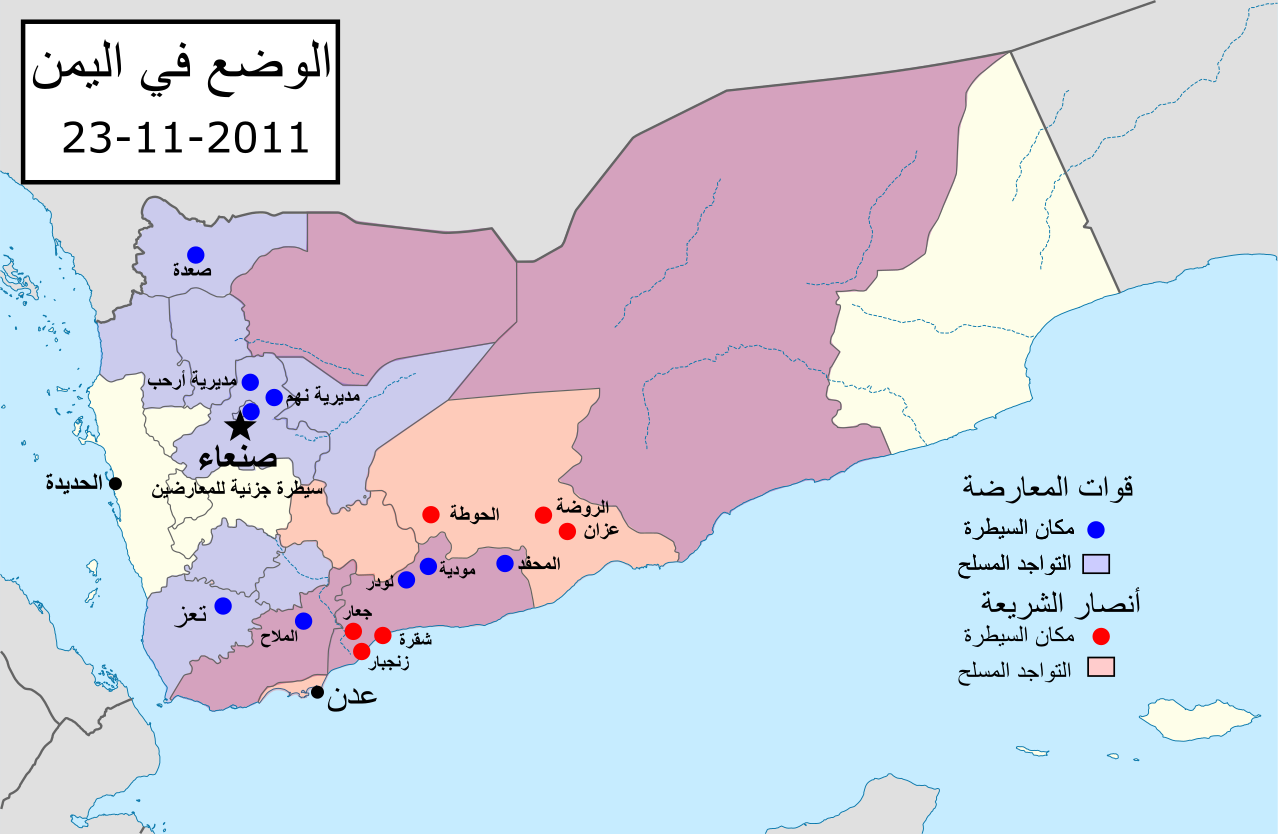
اماكن سيطرة وإنتشار المعارضة ومسلحي القاعدة (أكتوبر 2011)

#### 4 أكتوبر
قوات الأمن قصفت المناطق السكنية في تعز، أسفر عن مقتل سبعة وإصابة 22 شخصا بجروح ترك. قتل مدنيان بقصف في صنعاء، وفي تبادل لإطلاق النار بين القوات الموالية للحكومة والمعارضة، وستة وأصيب أكثر في القتال. تحول عشرات الآلاف من المحتجين إلى انتقاد صالح والأمم المتحدة لفشلها في التفاوض لإنهاء الأزمة. أعلنت المعارضة اليمنية أنه نظرا لاستخدام العنف ضد المتظاهرين، «إن الحوار مع النظام توقف.»

#### 7 أكتوبر – جمعة الحمدي
احتجاجات ضخمة مناهضة للحكومة في أنحاء اليمن انتشرت يوم الجمعة مع طالب المتظاهرون برحيل رئيس البلاد المحاصرة وحلفائه. أطلق نشطاء اليوم «الجمعة من الحمدي»، في إشارة إلى إبراهيم حمدي، رئيس سابق لشعبية شمال اليمن الذي قتل في عام 1977. دمج شمال وجنوب اليمن في الجمهورية اليمنية في عام 1990. بلغ العدد المقدر من المتظاهرين في أنحاء البلاد ثلاثة ملايين، مع 800,000 وحده في العاصمة صنعاء، وفقا لعدد من شهود العيان من الأرقام. يمكن أن العد لا يمكن التحقق منها بشكل مستقل. وأشاد الناس في الجنوب وكذلك الشمال الحمدي ودعا الرئيس علي عبد الله صالح لمغادرة الحكومة.

#### 14 أكتوبر – جمعة النصر لليمن وسوريا
ودعا المتظاهرين يوم الجمعة للأمم المتحدة أن تتدخل لوضع الرئيس اليمني علي عبد الله صالح للمحاكمة في أعقاب حملة على الاحتجاجات المناهضة للنظام التي لديها المئات من الأرواح التكلفة. «نحن نريد من العالم لتمرير القرار الذي يدافع عن دماء الثوار»، وردد المتظاهرون في تجمع ضخم بالقرب من «ساحة التغيير» في صنعاء المركزي الذي أصبح بؤرة لحملة للإطاحة صالح. المتظاهرين الذي قال المنظمون عددهم الاحتجاج في مئات الآلاف، دعا الزعيم المخضرم للذهاب للمحاكمة. «لن تكون هناك حصانة صالح... ورفاقه يجب أن يواجه المحاكمة» وردد المتظاهرون، بعد صلاة مسلم تجمعوا الأسبوعية كل يوم جمعة كما في منذ اندلاع حملتهم في أواخر يناير كانون الثاني.

#### 15 أكتوبر
فتحت قوات الأمن اليمنية النار على آلاف المحتجين في صنعاء وهم يسيرون نحو وسط المدينة من ساحة التغيير، مما أسفر عن مقتل 12 شخصا على الاقل واصابة عشرات.
في 15 أكتوبر بدأت جولة جديدة من الاشتباكات لمدة ثلاثة أيام بعد أن خرج المتظاهرين في مسيرة بشارع الزبيري بالعاصمة صنعاء وهاجمتها قوات الأمن مما اسفر عن مقتل 12 شخصاً، وفي اليوم التالي 16 أكتوبر قتل 6 من المتظاهرين وفي 17 أكتوبر قتل 17 شخصا من بينهم ثمانية من مقاتلي القبائل وجنديين حكوميين، وفي نفس اليوم قتل عشرة جنود من قوات الفرقة الاولى مدرع المؤيدة للثورة. وبلغت إجمالي القتلى من جنود قوات الفرقة حوالي 91 قتيلاً منذ عودة صالح إلى البلاد.
وقتل ثلاثة مدنيين ورد، وهما عن طريق استخدام الذخيرة الحية على مسيرة الاحتجاج واحدا تلو القصف، فيصنعاء. وذكرت الحكومة افراد الأمن ثلاثة قتلى في تعز، في حين أن المعارضة أعلنت ثمانية مدنيين في المدينة الثانية قتلوا واصيب 30 آخرين. حكومة صالح والجنرال علي محسن الأحمر توقيع اتفاق لوقف إطلاق النار بعد عدة أيام من القتال، ولكن استمرت الاشتباكات  وذكرت وسائل الاعلام الهدنة قد فشلت. وذكرت وزارة الداخلية ضابطا رابعا توفي في تعز بحلول نهاية اليوم. وفي الوقت نفسه، وقال صالح في محادثات مع السفير الولايات المتحدة إلى اليمن أن انه ملتزم الصفقة دول مجلس التعاون الخليجي وعلى استعداد للتخلي عن السلطة.
في جنوب اليمن، وهو أنتونوف طائرة شحن عسكرية تحمل 15 عضوا من أعضاء سوريا ن والخدمات اليمنية المسلحة تحطمت قرب رواه العند الجوية في محافظة لحج، مما أسفر عن مقتل 3 سوريين ووذكرت ا ف ب يمني واحد على أثر.

#### 21 أكتوبر
صوت مجلس الأمن بالإجماع، 15-0، ل القرار يدين العنف ويدعو صالح لنقل السلطة على الفور في إطار خطة مجلس التعاون الخليجي، مما سيؤمن العفو بالنسبة له وعائلته. حين اعترض على حكم العفو من قبل المتظاهرين اليمنية كثيرة، بما في ذلك جائزة نوبل للسلام الحائز على جائزة توكل كرمان 

#### 22 أكتوبر
وقال سكان وشهود عيان ان قتل 10 أشخاص على الأقل في قتال بين القوات الحكومية اليمنية ومقاتلو المعارضة في العاصمة صنعاء يوم السبت. وقالت الحكومة اليمنية انها مستعدة ل«التعامل بإيجابية» مع القرار وافق عليها مجلس الأمن الدولي يوم الجمعة ان حث الرئيس علي عبد الله صالح لتوقيع اتفاق يتطلب منه التنحي مقابل حصانة.

#### 23 أكتوبر
في 23 أكتوبر قتل 12 شخصا في القتال بين قوات الجيش ومسلحي القبائل في منطقة الحصبة.

#### 26 أكتوبر
مصر ايان اليومية جريدة أخبار الغفران بأن الحادث في اليوم السابق كان عملا متعمدا من قبل الطيار الطائرة اليمنية السورية لمنع أفراد القوات الجوية على متن يجري تسليمها من على سبيل الإعارة من وطنهم في من أجل أن المحتجين قنبلة نيابة عن الحكومة اليمنية. وفقا لهذه المادة، وأكد الطيار زملاء العمل كانت مدبرة الخطة السورية وعلى متنها لم تكن الفنيين كما ادعى سابقا، ولكن ميج الطيارين.
في أماكن أخرى في اليمن، غادر القتال بين عشية وضحاها في صنعاء وتعز 25 قتيلا، بينهم ما لا يقل تسعة جنود وسبعة على الاقل من المقاتلين القبليين في العاصمة وحدها. نظمت عدة مئات من النساء اليمنيات في الحجاب حرق احتجاجا في وقت لاحق من نفس اليوم، ومنع شارع رئيسي في صنعاء ويوزعون منشورات تطالب الحماية كما أحرق فرش.

#### 27 أكتوبر
مزيد من القتال في 27 أكتوبر أسفر عن مقتل 17 شخصا آخر. وكان من بين القتلى مدنيين ومقاتلين قبليين وجنود الحكومة.

#### 30 أكتوبر
في 30 أكتوبر أثناء المساء اصيبت قاعدة القوات الجوية في العاصمة بقذائف الهاون واضرمت النار في مقاتلتين حربيتين، ونتيجة لهذا، تم إغلاق المطار المدني وتحويل الرحلات الجوية القادمة إلى مطار عدن. في الوقت نفسه قالت الحكومة انه تم العثور على 10 متفجرات زرعت داخل 10 طائرات مقاتلة في القاعدة العسكرية.
و المؤتمر الشعبي العام أعلنت أنها سوف ترشح نائب الرئيس عبد الرب منصور الهادي للوقوف في الانتخابات الرئاسية المقترحة بمجرد التوقيع على اتفاق مجلس التعاون الخليجي.

### نوفمبر

#### 2 نوفمبر
وزير الخارجية أبو بكر القربي قالت الحكومة والمعارضة والعمل على التوصل إلى اتفاق لتنفيذ اتفاق مجلس التعاون الخليجي، والتي من الاتحاد الأوروبي مبعوث لحساب الأمم المتحدة قرار مجلس الأمن رقم 2014.

 نيويورك تايمز نشرت خبرا الميزة على تعز تزعم أن النظام يخشى عاملون في اليمن المدينة الثانية يمكن السير في الطريق من ليبيا 'ق، حيث بنغازي أصبح مقر آمن لل الثوار لشن ناجحة الحرب الأهلية ضد معمر القذافي وأنصاره في وقت سابق من هذا العام. محافظ حمود الصوفي، وأعلى مسؤول في محافظة تعز، ونقلت واصفا الوضع بأنه «حرب، من جميع الحواس لمعنى». وقتل سبعة مدنيين كما اليمن جيش قصف الأحياء السكنية ردا على استيلاء مقاتلي المحلية من مبنى حكومي. تم الإبلاغ عن خمسة جنود قتلى كذلك، قتل على ما يبدو حسب [التحالف [من القبائل اليمنية | المسلحة المناهضة للحكومة رجال القبائل]].

#### 4 نوفمبر
حمل المتظاهرون ضخمة مظاهرات الجمعة ضد صالح في تعز، وكذلك في 16 محافظة أخرى، مع اندلاع العنف مرة أخرى في المدينة
.

#### 9 نوفمبر
الحوثيين هزم المتمردين الموالين للحكومة والقبائل Kashir Aahm وسيطرت على Kuhlan الرماد شرف حي، تتقدم نحو ميناء [[ميدي منطقة|] ميدي] وعاصمة صنعاء
.

#### 11 نوفمبر – جمعة لا حصانة للقتلة
قتل ما لا يقل عن 17 مدنيا وأصيب حوالي 50 من القصف المدفعي من قبل القوات المؤيدة لصالح في مدينة تعز، وبين الضحايا أربع نساء  ثلاث منهن سقطن داخل ساحة الإعتصام في قصف بالرشاشات الثقيلة على قسم من الساحة مخصص للنساء فيما سقطت امرأة رابعة في حي الحصب إثر سقوط قذيفة على منزلها، وطال القصف مستشفى الروضة الأهلي الذي نُقل إليه عدد من الجرحى  ، واضطر المعالجون إلى نقل الجرحى للطابق الأرضي لحمايتهم من القصف العنيف الذي أصاب الطابقين الرابع والثالث بأضرار كبيرة.
وأكد مصدر طبي للجزيرة نت أن من بين القتلى التسعة طفلا في التاسعة من عمره، إضافة إلى أكثر من 22 شخصا ما زالوا يتلقون العلاج في المستشفى جراء الجروح التي أصيبوا بها. وكانت قوات من الحرس الجمهوري قد قصفت بالدبابات والمدفعية عددا من المناطق شمالي مدينة تعز، مما أدى إلى مقتل طفل وجرح أكثر من عشرة آخرين.
وجرى ذلك بعد يوم من بدء مبعوث الامم المتحدة مهمة جديدة لدفع الرئيس علي صالح للاستقالة في اطار خطة السلام المدعومة من الخليج. انطلق عشرات الآلاف في احتجاجات ضد صالح، مطالبين إلى تقديمه للمحاكمة بتهمة ارتكاب جرائم ضد الإنسانية.

#### 13 نوفمبر
قتل الجيش اليمني ومقاتلي القبائل 9 مشتبه بهم في تنظيم القاعدة في القتال في زنجبار.

#### 15 نوفمبر
الرئيس علي عبد الله صالح يقول انه سيستقيل في غضون 90 يوما بناء على اتفاق مع مجلس التعاون الخليجي.[بحاجة لمصدر]

#### 19 نوفمبر (الهجوم على اللواء 63)
في 19 نوفمبر، هاجم رجال القبائل المعارضة معسكر اللواء 63، وكان الهجوم شاملا.
وفي 20 نوفمبر أجرى الجيش ضربات جوية ضد المهاجمين في حين ردت المعارضة بنيران مضادة للطائرات.
و بوقت متأخر من يوم 21 نوفمبراستولت القبائل على المعسكر ومخزن كبير للأسلحة واستسلم 300-400 جندياً، وأسفر الهجوم عن مقتل 12 من مقاتلي القبائل واصابة أكثر من 40 آخرين بجروح، ومعظمهم بسبب الألغام الأرضية حول القاعدة. ولقي 20 جنديا مصرعهم أيضا.
احتج مئات الآلاف من الناس في صنعاء وأنحاء البلاد ضد صالح، داعيا إلى أن يحاكم صالح بارتكاب جرائم ضد الإنسانية. تعهد المحتجون ضد العقوبة حكومة صالح عن قتل المتظاهرين، وخاصة عن قتل النساء والأطفال
.

#### 20 نوفمبر
لا يقل عن 400 جنديا انشقوا عن الجيش اليمني، على ما يبدو أن بعض أفراد من الحرس الجمهوري
.

#### 22 نوفمبر
وقال مبعوث الامم المتحدة إلى اليمن في مؤتمر صحفي في صنعاء، «كل الأطراف وافقت على تنفيذ الخليج مجلس التعاون المبادرة.»

#### الأربعاء 23 نوفمبر (توقيع المبادرة الخليجية)
وقع الرئيس اليمني علي عبد الله صالح في الرياض على اتفاق نقل السلطة في اليمن في ضوء المبادرة الخليجية حيث اتفقت الأطراف على تشكيل حكومة وحدة وطنية خلال 14 يوما وإجراء انتخابات رئاسية خلال 90 يوما. وجرت مراسم التوقيع بحضور عاهل السعودية عبد الله بن عبد العزيز، والأمين العام لمجلس التعاون الخليجي، ووفد من المعارضة اليمنية. كما وقع على الاتفاق وزير الخارجية الإماراتي الشيخ عبد الله بن زايد لكون بلاده ترأس الدورة الحالية لمجلس التعاون الخليجي. ورحبت الولايات المتحدة الأمريكية بالتوقيع واعتبرها أوباما «خطوة مهمة إلى الأمام للشعب اليمني الذي يستحق فرصة تقرير مصيره».
وصل صالح في المملكة العربية السعودية ذكرت التلفزيون الحكومي اليمني لحضور توقيع اتفاق دول مجلس التعاون الخليجي. صالح التوقيع على الاتفاق وألقى كلمة موجزة أشار فيها إلى انتفاضة وانقلاب ""ووصف محاولة الاغتيال التي تركته عاجزا عن الكثير من الصيف بأنه«فضيحة». بان كي مون، إلى الأمين العام للأمم المتحدة، وقال انه تلقى كلمة من صالح أنه بعد حفل التوقيع، الرئيس المنتهية ولايته يعتزم التوجه إلى نيويورك لتلقي العلاج الطبي .

#### بين 23 نوفمبر و25 نوفمبر
بين 23 نوفمبر و25 نوفمبر، ضريت القوات الجوية بالطيران الحربي ونيران المدفعية معسكر اللواء 63 الذي سيطر علية مسلحي القبائل، وادعي مسؤول رفض ذكر اسمه أن ما يصل إلى 80 من مقاتلي القبائل لقوا مصرعهم.

#### 25 نوفمبر
بمناسبة رأس السنة الهجرية ذكرت الانباء اليمنية، صالح بعث برسالة إلى الجيش اليمني والشرطة تبرير توقيعه على اتفاق دول مجلس التعاون الخليجي. وفقا للتقرير، وقال صالح انه يريد تجنب «الدمار وسفك الدماء والانزلاق نحو الفوضى».

#### 26 نوفمبر
على الرغم من تأكيدات بان صالح سيتوجه إلى الولايات المتحدة، عاد الرئيس بدلا من ذلك إلى اليمن. زعيم المعارضة ياسين سعيد نعمان وقال أنه على الرغم من أنه لم يعترض على صالح العودة إلى البلاد، وقال انه لا يعتقد النشاط صالح المستمر والبروز بعد توقيع اتفاق خفض قانونا أن له رئيسا رمزيا للمناسبة.

#### 28 نوفمبر
وقتل ما لا يقل عن 25 شخصا في قتال بين السنة والجماعات الشيعية.

### ديسمبر

#### 3 ديسمبر
قتل 7 أشخاص في اشتباكات في تعز.

#### 4 ديسمبر
وتم التوصل إلى اتفاق وقف إطلاق النار في تعز، ولكن القتال استمر رغم الهدنة.

#### 6 ديسمبر
وقالت متحدثة باسم يونيسف وقال وقتل 3 أطفال و7 جرحى في أحدث اندلاع للعنف في تعز. وقالت الامم المتحدة قتلوا أكثر من 20 شخصا وأصيب ما لا يقل عن 80 في اليمن حتى الآن خلال شهر نتيجة القتال.

#### 7 ديسمبر
محمد باسندوة، رئيس الوزراء المكلف، أسماء أعلن عن تشكيل حكومة وحدة وطنية لتكون مؤلفة من الموالين لصالح وأعضاء المعارضة على حد سواء. أصدر هادي قرارا من أجل تشكيل حكومة في فترة ما بعد الظهر. وفي الوقت نفسه، استمر القتال المتقطع بين القوات الموالية لصالح المنشقين والجيش والنشطاء المعارضين لحكمه في تعز وصنعاء. وقتل واحد على الأقل مقاتلة المعارضة القبلية وجرح 12 

#### 11 ديسمبر
مئات الآلاف في صنعاء احتجاجا تدعو إلى محاكمة علي عبد الله صالح.

#### 12 ديسمبر
لا يقل عن 15 تدين تنظيم القاعدة فروا من سجن في عدن باستخدام نفق للذهاب تحت الجدار.

#### 13 ديسمبر
أطلقت مقاتلي القاعدة على سيارة الجيش اليمني قتل 3 جنود واصابة 11 آخرين بالقرب من مدينة زنجبار الجنوبية.
الشرطة اليمنية القبض على 6 من أعضاء القاعدة في حين يزعم تخطيط هجمات على مسؤولين حكوميين كبار.

#### 16 ديسمبر
تظاهر مئات الآلاف من اليمنيين يوم الجمعة في ارجاء البلاد رفض العفو الممنوحة للرئيس علي عبد الله صالح ضد الملاحقة القضائية في صفقة يخفف عنه من منصبه.
«A محاكمة أمر لا بد منه، ورفض العفو»، وهتف المتظاهرون في شارع صنعاء Sitin، بالقرب من ساحة التغيير، نقطة محورية في الاحتجاجات التي اندلعت في يناير كانون الثاني تطالب رحيل الرئيس صالح بعد 33 عاما في السلطة. نظمت مظاهرات مماثلة في 18 مدينة وبلدة في أنحاء اليمن ردا على دعوة اللجنة المنظمة المركزية للاحتجاجات، كما أصر المحتجون صالح وكبار مساعديه يجب أن يواجه العدالة على قتل المتظاهرين.

#### 20 ديسمبر
القتال بين متشددين مفترضين من القاعدة والقوات اليمنية في محافظة أبين المضطربة في اليمن أسفرت عن مقتل 2 من الجنود والإسلاميين 13، وقال مسؤولون عسكريون يوم الثلاثاء.

#### 21 ديسمبر
مسؤول يمني يقول الجيش معركة ضد مقاتلي تنظيم القاعدة في الجنوب مرتبط أسفر عن مقتل 10 من المسلحين و5 جنود يمنيين. وقع القتال بين عشية وضحاها خارج مدينة زنجبار، التي لا تزال تحت سيطرة جزئية من المتشددين الإسلاميين الذين استولوا على مدينة مايو
.

#### الجمعة 23 سبتمبر (صالح يعود بعد رحلة علاج طويلة)
عاد الرئيس اليمني علي عبد الله صالح إلى بلاده صباح الجمعة بشكل مفاجئ بعد رحلة علاج في السعودية استمرت نحو أربعة أشهر إثر محاولة الاغتيال أثناء صلاة الجمعة أوائل يونيو/حزيران الماضي بالرغم من توقيعه مرسوما خوّل بموجبه نائبه عبد ربه منصور هادي التوصل إلى اتفاق لنقل السلطة في البلاد. وهاجم صالح أحزاب المعارضة والقبائل التي انحازت إليها، ووصفهم بأنهم «قطاع طرق وانتهازيون»، وأبلغ المحتجين بأن حركتهم سُرقت. وقد أثارت عودته ردود فعل متباينة من مؤيديه ومعارضيه على حد سواء، واندلعت مواجهات بين قوات موالية لصالح وأخرى تساند المحتجين الذين يطالبونه بالتنحي، وبات اندلاع حرب أهلية خطرا يهدد البلاد. وفي تقرير لاحق أشارت التقارير إلى أن 13 شخصا قتلوا جراء الاشتباكات بين القوات الحكومية والمعارضين لها.

#### السبت 24 سبتمبر
في 24 سبتمبر، قصفت القوات المسلحة الموالية للحكومة مقر الفرقة الاولى مدرع مما أسفر عن قتل 11 وإصابة 112 جندياً.
وقال منظم الاحتجاج التي الموالين صالح، بما في ذلك القوات الخاصة التي هاجمت مجموعة من أكثر من 100,000 طالب المتظاهرون محاكمة الزعيم لأنها دخلت صنعاء على الشمال مسيرتهم من تعز مما أسفر عن لا يقل عن تسعة. سفير الولايات المتحدة جيرالد فيرستاين M. دافع رد فعل الحكومة اليمنية على المظاهرة، قائلا ان الاحتجاج كان المقصود مسيرة «لتوليد الفوضى والتسبب في رد فعل عنيف من قبل قوات الأمن» ويدعون الحكومة الأمريكية قد تصرفت بالمثل إذا سار الآلاف من الناس على البيت الأبيض DC، في واشنطن 

#### الأحد 25 سبتمبر الهجوم على اللواء 63
وفي ليلة 25 سبتمبر، هاجم رجال القبائل المعارضة للمرة الثانية قاعدة معسكر اللواء 63 في منطقة نهم على بعد 70 كيلو متر شمال صنعاء وقتل في الاشتباكات قائد اللواء عبد الله الكليبي وقتل سبعة جنود وأسر رجال القبائل 30 جنديا، وأستولوا على المعسكر.
كما نائب الرئيس عبد ربه منصور هادي سار عشرات الآلاف من اليمنيين التقى السفير فايرستاين في مكتبه الماضي، ظلوا يرددون الهتافات للمطالبة بتحقيق العدالة للمتظاهرين قتلوا على المسيرة من تعز إلى صنعاء وإدانة هادي صالح ودمية. في الفيسبوك، توكل كرمان، و2011 جائزة نوبل للسلام الحائز على جائزة وزعيم المعارضة حزب الإصلاح الحزب، أدان بيان فيرستاين في اليوم السابق، وطالب السفير الاعتذار. عدة الحوثيين قادة الشباب طالبت فيرستاين مغادرة اليمن تماما على ملاحظاته.

#### 26 ديسمبر
نيويورك تايمز ذكرت أن [الرئاسة] باراك أوباما | إدارة أوباما]] في الولايات المتحدة قد قررت أن أعترف صالح للبلاد لتلقي العلاج الطبي في نهاية الأسبوع، للبقاء في الأقل خلال الانتخابات التي جرت في فبراير 2012. ونقلت عن مسؤولين لم في «قال التقرير ان الإدارة قررت أنه من الأفضل للحفاظ على صالح من اليمن أثناء المرحلة الانتقالية السياسية المخطط لها، حتى لو وصل الأمر على حساب الولايات المتحدة» تايمز' الصورة بين اليمنيين الذين قد عرض هذه الخطوة بأنها منح حق اللجوء السياسي للرئيس المحاصر.

#### 28 سبتمبر
في صباح يوم 28 سبتمبر، اسقط مسلحي القبائل في منطقة أرحب طائرة حربية تابعة للحكومة، وذكر شهود عيان أن الطائرة كانت تقصف مجمع سكني في منطقة أرحب عندما أسقطت، فيما كان قد قتل شخصين في غارة جوية في منطقة أرحب في الليلة السابقة. واستهدفت الضربات الجوية المنطقة منذ 25 سبتمبر عندما تمت مداهمة اللواء 63.

#### 31 ديسمبر
و المؤتمر الشعبي العام أعلن أن الرئيس صالح قد قرر البقاء في اليمن من خلال الانتخابات بدلا من مغادرة البلاد كما كان مقررا سابقا. حمل الرقم واحد على الأقل حزب المعارضة لتغيير الوضع، متهما الناشطين المناهضين للحكومة من الاضطراب وزرع يحرضون على العنف. مسؤولين آخرين، شريطة عدم ذكر اسمه، قال للحرس الجمهوري، بقيادة ابنه صالح أحمد علي صالح الأمن، والوسطى، تحت قيادة ابن شقيق صالح يحيى محمد عبد الله صالح، شنت حملة جديدة ضد المنشقين في صفوفهم. خرج مئات الآلاف إلى الشوارع للدعوة إلى محاكمة الرئيس وتنفيذ أكثر من استجابة حكومته العنيف للاحتجاجات، يسيرون في صنعاء وغيرها من المدن اليمنية الرئيسية.